# Telipogon puruantensis
Telipogon puruantensis är en orkidéart som beskrevs av Dodson och Rodrigo Escobar. Telipogon puruantensis ingår i släktet Telipogon och familjen orkidéer. Inga underarter finns listade i Catalogue of Life.